# Vladimir Šimunić
Vladimir Šimunić (Pula, 19. svibnja 1919. – Punat na Krku, 24. prosinca 1993.), nogometni vratar, reprezentativac i nogometni trener.
Branio je za Građanski. Poslije rata postaje profesor i nogometni trener. Trenirao je NK Maribor, kojeg je uveo u prvu ligu bivše države 1967. godine, FK Borac iz Banje Luke, GAK iz Graza i Croatia Toronto.
Za Hrvatsku reprezentaciju nastupio je samo jednom, u Budimpešti protiv Mađarske,
14. lipnja 1942. (1:1) i to kada se prvi vratar Zvonimir Monsider u 2. poluvremenu ozlijedio pa je bio prisiljen napustiti teren. Tada je na 5 minuta na vratima bio Vladimir Šimunić. Kada se Monsider oporavio, vratio se natrag u igru.
Kao umirovljenik trenira NK Oriolik iz Oriovca. Posljednje dvije godine živio je na Krku, gdje je i umro u Domu za stare i nemoćne.
Počiva na zagrebačkom groblju Miroševac.